# Hiʻiaka
Hiʻiaka (chiamato informalmente Rudolph dal team del Caltech e precedentemente noto mediante la sua designazione provvisoria S/2005 (2003 EL61) 1) è il primo satellite scoperto in orbita intorno al pianeta nano Haumea. Orbita intorno al corpo madre in 49,12 ± 0,03 giorni ad una distanza media di 49500 ± 400 km, con una eccentricità di 0,050 ± 0,003 ed una inclinazione di 234,8 ± 0,3°.
Occultazioni reciproche sono avvenute nel 1999, ma non si ripeteranno prima del 2138.

## Caratteristiche fisiche
La luminosità misurata (H=3,25) è pari al 5,9% (±0,5%) di quella di Haumea, il che, assumendo un'albedo simile per i due corpi, si traduce di un diametro pari al 22% di quello del corpo primario, ossia prossimo ai 350 km. A titolo di confronto, nell'intera fascia principale degli asteroidi solo quattro oggetti (Cerere, Pallade, Vesta ed Igea) presentano dimensioni superiori a quelle del satellite. Nonostante la massa relativamente grande, la curva di luce suggerisce che Hiʻiaka non sia uno sferoide collassato gravitazionalmente; il satellite non appare inoltre gravitazionalmente bloccato e ha un periodo di rotazione di circa 9,8 ore.
Solo la massa totale del sistema è conosciuta, ma assumendo che il satellite presenti la stessa densità ed albedo del corpo primario, le loro differenze di luminosità (3,3 magnitudini) possono essere usate per stimare la massa del satellite, che risulterebbe pari all'1% di quella di Haumea.

## Analisi spettroscopica
Lo spettro nell'infrarosso vicino di Hiʻiaka è dominato dalle bande di assorbimento del ghiaccio d'acqua, il che indica che la superficie è composta essenzialmente di ghiaccio d'acqua. La presenza di una banda centrata a 1,65 μm indica che il ghiaccio presente sulla superficie è essenzialmente sotto forma cristallina. Non è chiaro il motivo per cui il ghiaccio non si sia trasformato nella forma amorfa, che sarebbe quella da attendersi a causa del continuo irraggiamento da parte dei raggi cosmici.